# Pamela Großer
Pamela Großer (* 11. Juni 1977 in Hamburg) ist eine deutsche Fernsehmoderatorin und Schauspielerin.

## Leben
Pamela Großer wuchs in Hamburg-Marmstorf auf. Ihre älteste Schwester Katja Großer war über ihren Schulchor zu einer Rolle in der Serie Timm Thaler gekommen. Als ihre Mutter einmal die damals zweijährige Pamela zu einem Besuch am Filmset mitnahm, wurde man auf diese aufmerksam und besetzte sie dann 1981 in der NDR-Produktion Warnung aus dem Käfig. Als Jugendliche war sie unter anderem in den Serien Unter einem Dach, Neues vom Süderhof und Immenhof zu sehen. Im Jahr 1991 übernahm sie in der Hörspielserie Wendy die Episodenrolle der Julia in der neunten Folge Heimlichkeiten. Nachdem sie 1996 ihr Abitur am Immanuel-Kant-Gymnasium erlangte, nahm sie ein Angebot von RTL II für die Seifenoper Alle zusammen – jeder für sich an. Von Januar 1998 bis Dezember 2007 moderierte sie, erst zusammen mit Dennis Wilms, ab 22. März 2003 dann mit Malte Arkona, die Sendung Tigerenten Club. In der Kinder- und Jugendserie fabrixx hatte sie eine Gastrolle. Von 2010 bis 2013 moderierte sie die SWR-Nachmittagssendung Kaffee oder Tee. Seit 2012 arbeitet sie als Moderatorin von Veranstaltungen.
Im Jahr 1997 erschien unter dem Künstlernamen „elá“ ihre Single Erste Liebe. 2002 veröffentlichte sie zusammen mit einem Kinderchor ein Album mit dem Titel Die Welt steht Kopf.
Sie ist Mutter von drei Töchtern (* 2007, * 2009 und * 2013).

## Filmografie
- 1981: Warnung aus dem Käfig
- 1989: Großstadtrevier (Ein ganz normaler Tag)
- 1990: Kartoffeln mit Stippe
- 1990: Unter einem Dach
- 1991: Die Bank ist nicht geschädigt
- 1991–1993: Neues vom Süderhof (Fernsehserie, 13 Folgen)
- 1992: Mutter und Söhne
- 1992: Unser Lehrer Doktor Specht (Das schwangere Mädchen)
- 1993: Der Showmaster
- 1993: Der Landarzt (Die Versammlung)
- 1994: Immenhof (Fernsehserie, 8 Folgen)
- 1994: Unschuldsengel
- 1994: Die Gerichtsreporterin (Fernsehserie, 5 Folgen)
- 1996: Mensch, Pia! (Fernsehserie, 3 Folgen)
- 1996–1997: Alle zusammen – jeder für sich
- 1999: Polizeiruf 110: Rasputin